# Landrévarzec

Landrévarzec este o comună în departamentul Finistère, Franța. În 1 ianuarie 2022 avea o populație de 1.874 de locuitori.